# Bismarckstein (Zossen)

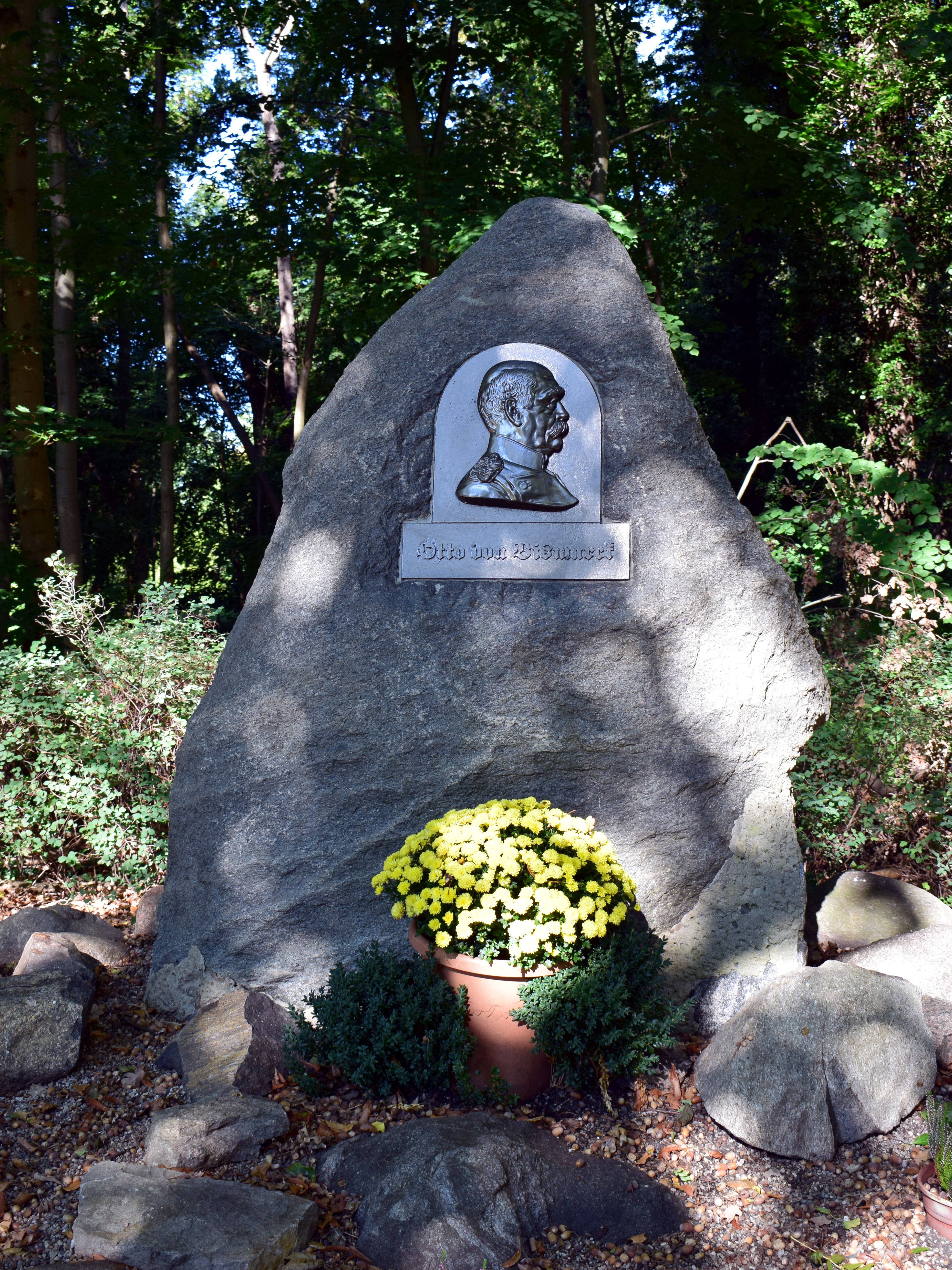
Der Bismarckstein in Zossen

Der Bismarckstein in Zossen ist ein Denkmal für den Reichskanzler Otto von Bismarck. Nachdem das von Albert Manthe gestaltete Bronzeporträt des Fürsten aus dem Jahre 1897 am Ende des Zweiten Weltkriegs verloren gegangen war, wurde der Gedenkstein erst zum 200. Geburtstag Bismarcks wieder komplettiert und am 1. April 2015 feierlich enthüllt.

## Lage
Der Bismarckstein befindet sich an der heutigen Thomas-Müntzer-Straße am Rande der verwilderten Parkanlage „Verschönerung“ und gegenüber dem ehemaligen Schützenhaus. 

## Geschichte

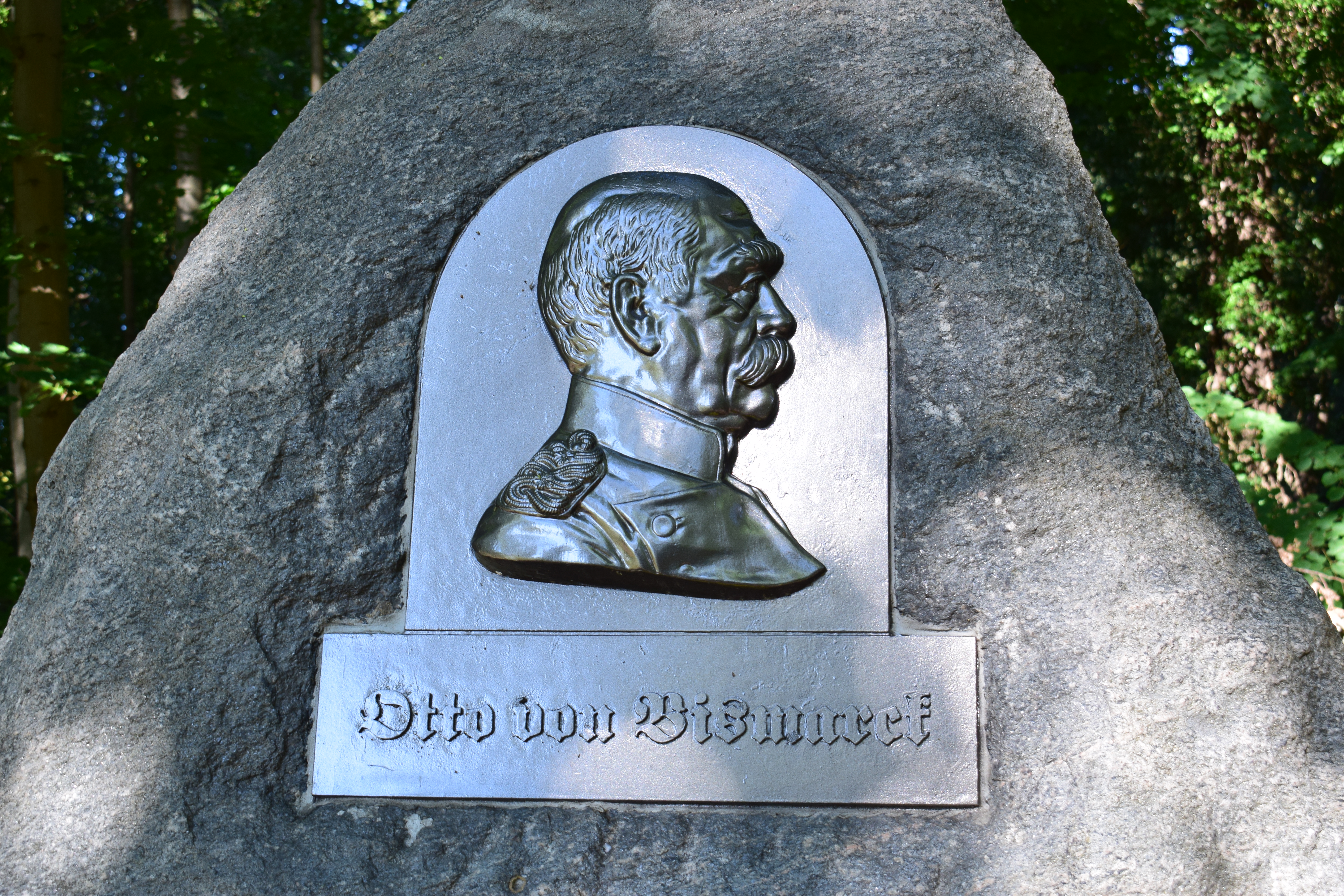
Das heutige Relief

Nachdem die Stadt Zossen Bismarck anlässlich seines 80. Geburtstags am 1. April 1895 bereits zum Ehrenbürger ernannt hatte, beschlossen die Stadtverordneten im darauffolgenden Jahr, dem ehemaligen Reichskanzler auch ein Denkmal zu setzen. Dazu sollte ein bei Erdarbeiten auf dem Kirchhof gefundener Findling aus Granit Verwendung finden, in den ein Bronzemedaillon mit dem Reliefbild des Fürsten eingefügt werden sollte. Beauftragt wurden der Berliner Bildhauer Albert Manthe mit der Ausführung des Reliefs und der Zossener W. Rogge mit den erforderlichen Steinmetzarbeiten. Finanziert durch private Spenden und Einnahmen aus Kulturveranstaltungen entstand auf einem von der Stadt zur Verfügung gestellten Grundstück eine kleine Anlage, die von einer eisernen Kette umgeben und mit Blumen bepflanzt war. Der Gedenkstein befand sich erhöht auf einem mit Feldsteinen eingefassten aufgeschütteten Hügel. Am 18. Oktober 1897 wurde das Denkmal feierlich eingeweiht. Die Weiherede hielt Superintendent Schmidt. Unter dem Bronzeporträt stand der Satz „Wir Deutsche fürchten Gott, aber sonst nichts auf der Welt“, ein Ausspruch Bismarcks in einer Rede zum Landwehrgesetz am 6. Februar 1888 im Reichstag. 
1945 wurde das Medaillon gestohlen und ist seitdem verschollen. Der Gedenkstein selbst geriet in Vergessenheit. Es ist dem Zossener Bürger Thomas Krause zu verdanken, dass das Denkmal zum 200. Geburtstag Bismarcks restauriert und am 1. April 2015 wieder enthüllt wurde. Dem Fehlen einer detailgetreuen Vorlage ist es geschuldet, dass das Medaillon nicht originalgetreu nachgegossen werden konnte. Das den Stein heute komplettierende Relief aus bronziertem Gussbeton soll dem Original aber nahe kommen. Es zeigt den Fürsten als Halbbüste in der Interimsuniform des Kürassier-Regiments Nr. 7. Der Gedenkstein ist ebenerdig von kleineren Feldsteinen umgeben. Eine Schautafel informiert Besucher über den Werdegang Bismarcks und die Geschichte des Denkmals.
Zeitweilig hatte der Findling den Status eines Naturdenkmals.